# Connecteur Molex

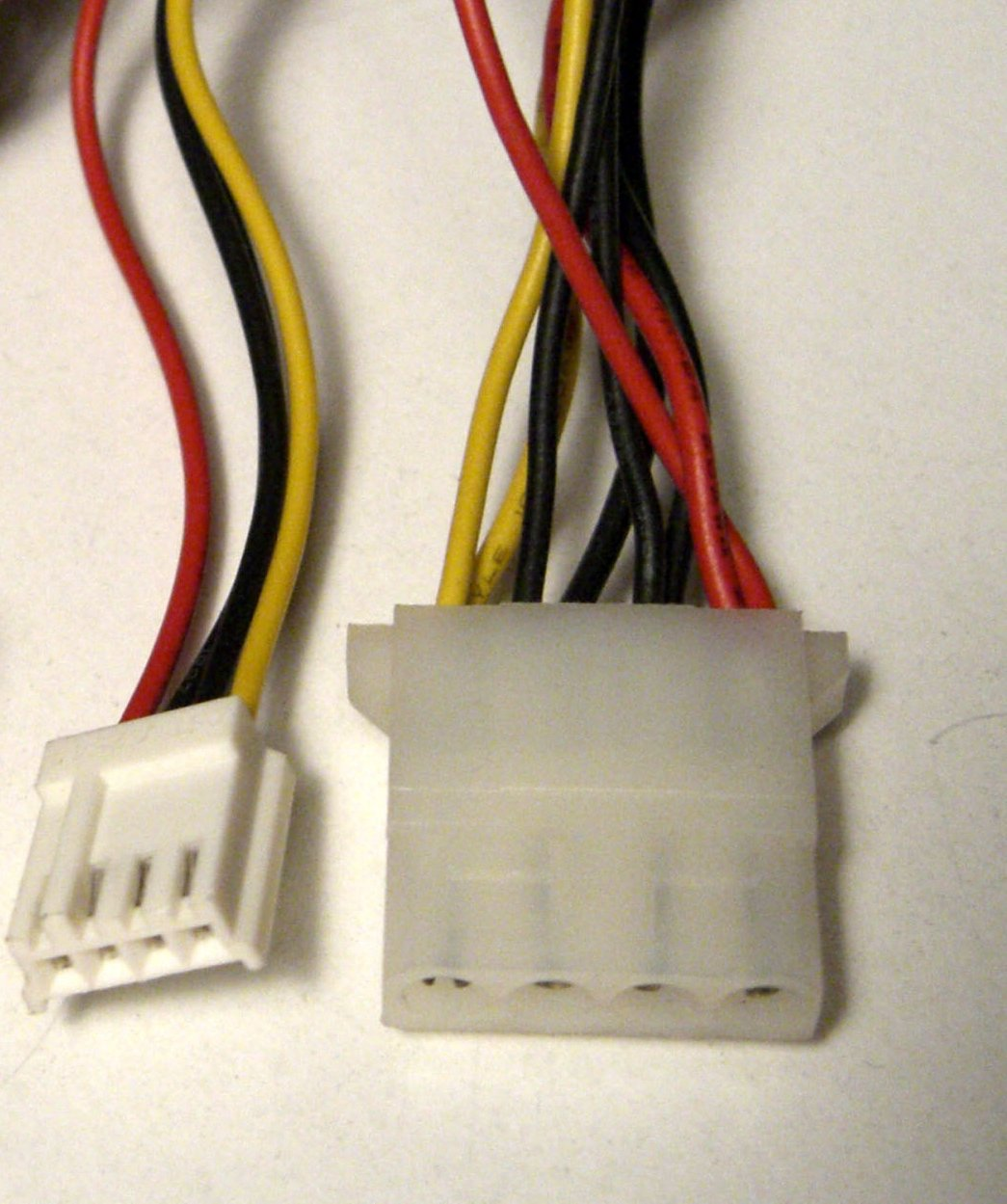
Connecteur JST femelle à gauche. Connecteur Molex mâle à droite.

En informatique, un connecteur Molex (ou connecteur Molex 8981-4P) est une prise d’alimentation électrique utilisée par certains périphériques internes d’un micro-ordinateur. En fait, il y a deux types de connecteurs couramment désignés sous le nom de Molex. Bien que la société Molex produise ces deux types de connecteurs, ce n’est pas le seul fournisseur de ce type de matériel.
Le premier est le connecteur de forme rectangulaire à 4 broches qui fournit du +12 V et du +5 V. Les fils jaunes et rouges fournissent respectivement le +12V et le +5V, tandis que les noirs fournissent la masse.
| Couleur | Couleur | Fonction |
| ------- | ------- | -------- |
|         | Jaune   | + 12 V   |
|         | Noir    | masse    |
|         | Noir    | masse    |
|         | Rouge   | + 5 V    |

Schéma du connecteur Molex à quatre broches.Molex mâle (pins femelles)

Ce connecteur est utilisé dans les architectures d’ordinateurs comme les compatibles PC :
Quelques exemples :
- Les disques durs (Parallel ATA)
- Les lecteurs CD-Rom et de DVD-Rom (Parallel ATA)
- Certaines cartes graphiques nécessitant une alimentation supplémentaire
- Certains ventilateurs pour boîtiers

Le second, appelé Mini-Fit Jr. ou mini Molex, est moins encombrant, tout en offrant également quatre broches. C'est un connecteur à verrouillage utilisé pour connecter des câbles sur des circuits imprimés ou pour les lecteurs de disquettes. 
Les ordinateurs de marque propriétaires( Dell, Lenovo...) utilisent des mini Molex à quatre broches de deux sortes :
- un mini Molex pour alimenter le processeur uniquement en +12V.
- un mini Molex pour alimenter les disques durs et les CD-Rom en +12V et en +5V.
  (La conversion DC-DC, fournissant 5 V et 3,3 V est effectuée sur la carte mère).
Ils utilisent aussi des mini Molex à 14 broches ou 6 broches dans les alimentations propriétaires.  
On trouve également des connecteurs à trois broches pour ventilateurs, également appelés Molex.

## Connecteur Molex à trois broches Famille KK
Ce connecteur Molex est utilisé pour connecter un ventilateur à la carte mère ou à un autre circuit imprimé.
Il s'agit d'un petit connecteur femelle en ligne, épais et rectangulaire, doté de deux languettes de polarisation sur le bord extérieur d'un côté long.
Les broches sont carrées et ont un pas de 2,54 mm. Les trois broches sont utilisées pour la masse, l'alimentation +12 V et un signal tachymétrique.
La référence Molex du réceptacle est 22-01-3037.
Le numéro de référence Molex des contacts à sertir individuels est 08-50-0114 (étamé) ou 08-55-0102 (semi-doré).
Le numéro de référence Molex de l'en-tête de circuit imprimé correspondant est 22-23-2031 (étamé) ou 22-11-2032 (doré).
Une pince à dénuder et des outils de sertissage sont également nécessaires.

## Connecteur Molex à quatre broches de la famille KK
Il s'agit d'une variante spéciale du connecteur Molex KK à quatre broches, mais avec les fonctions de verrouillage/polarisation d'un connecteur à trois broches. La broche supplémentaire est utilisée pour un signal de modulation de largeur d'impulsion (PWM) afin de fournir un contrôle de vitesse variable[26]. Ces connecteurs peuvent être branchés sur des connecteurs à 3 broches, mais ils perdront leur contrôle de vitesse du ventilateur. La référence Molex de la prise est 47054-1000. La référence Molex des contacts à sertir individuels est 08-50-0114. Le numéro de référence Molex de l'en-tête est 47053-1000.

## Crédit d'auteurs
- Cet article est partiellement ou en totalité issu de l'article intitulé « Molex » (voir la liste des auteurs).